# Tiefseedorsche
Die Tiefseedorsche (Moridae) bilden eine Familie innerhalb der Ordnung der Dorschartigen (Gadiformes). Sie leben meist pelagisch in allen Weltmeeren an den Kontinentalabhängen und in der Tiefsee in Tiefen bis 2500 Metern.

## Merkmale
Tiefseedorsche haben einen schlanken, mit kleinen Rundschuppen bedeckten Körper, der in einem dünnen Schwanzstiel ausläuft. Sie haben eine oder zwei, selten auch drei Rückenflossen, und eine oder zwei Afterflossen. Rücken-, After und Schwanzflosse sind getrennt. Die Bauchflossen sind brustständig. Sie sind meist dunkel gefärbt, oft mit silbrigen Flecken.
Das Maul ist end- oder unterständig, ihre Maulspalte tief, reicht aber nicht bis unter die Augen. Die Kiemenöffnung ist weit. Die für Dorschartige typische Kinnbartel ist nur bei einigen Arten vorhanden. Die Spitze des Vomer ist zahnlos, bei der Gattung Mora sind nur sehr kleine Zähne vorhanden. Die Schwimmblase hat über paarige vordere Aussackungen Kontakt zum Ohr. Einige Arten haben Leuchtorgane. Tiefseedorsche haben 41 bis 72 Wirbel.

## Systematik
Es gibt etwa 110 Arten in 18 Gattungen: 
- Antimora
  - Antimora microlepis Bean, 1890.

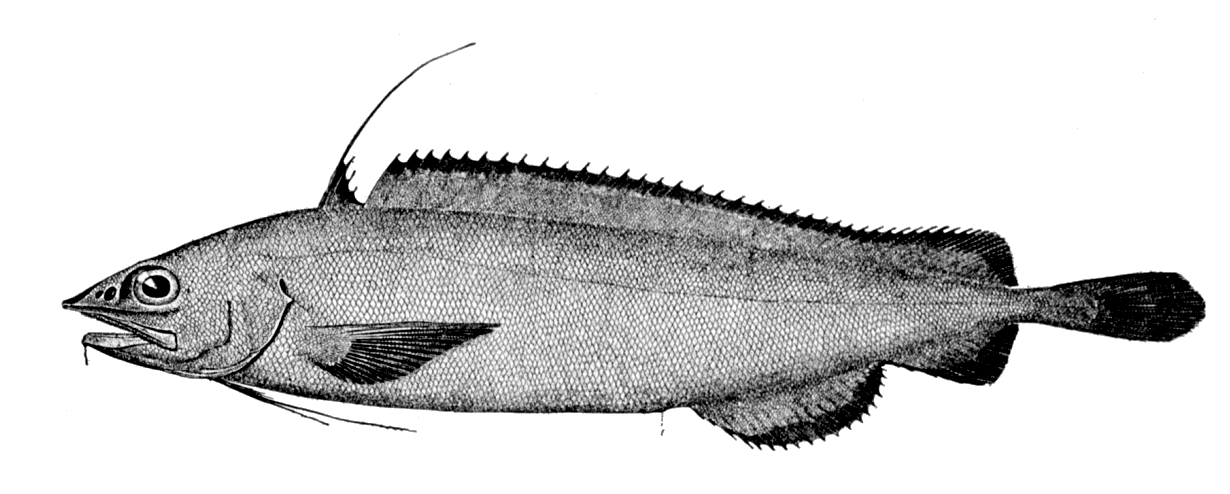
Antimora microlepis

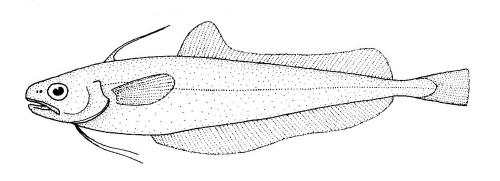
Auchenoceros punctatus

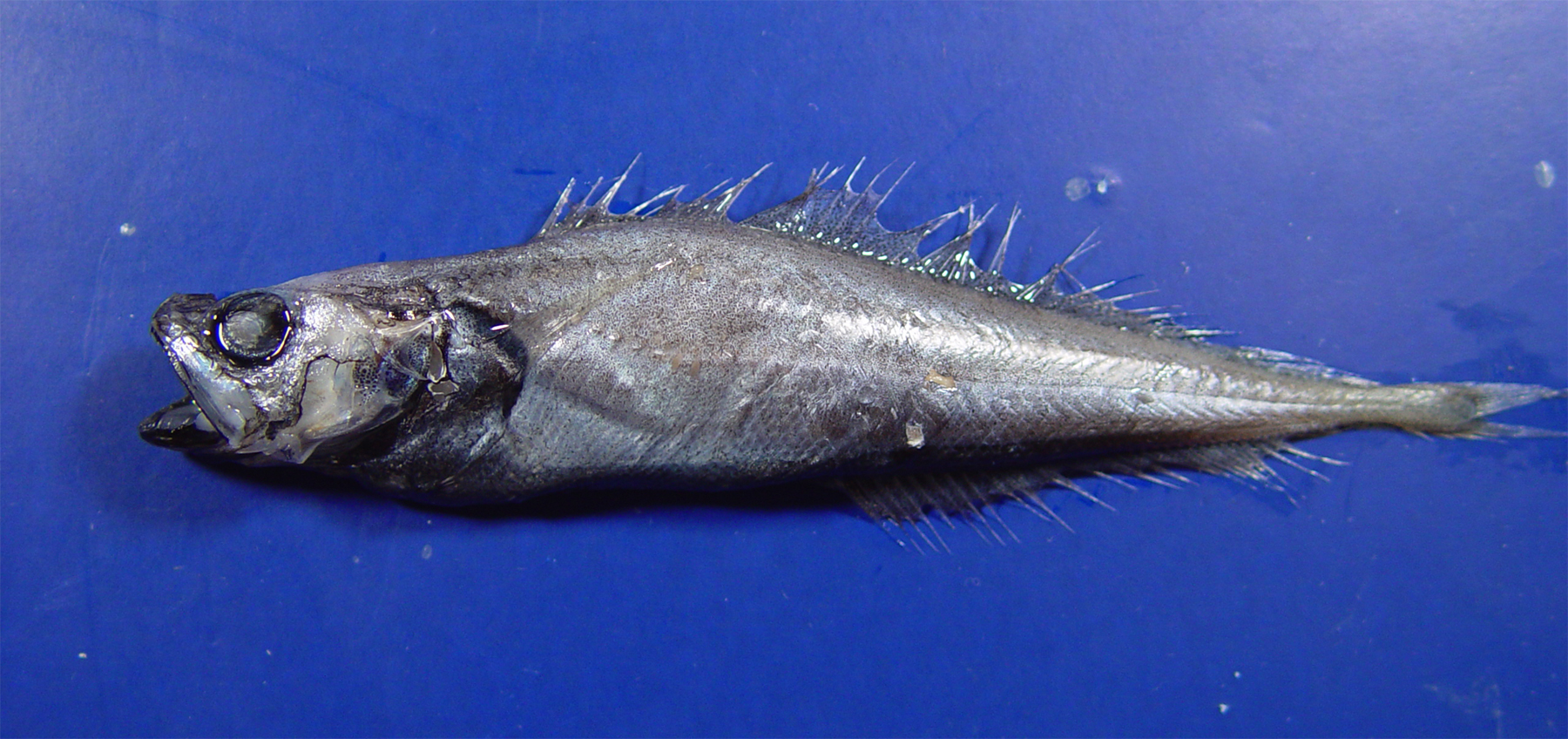
Gadella imberbis

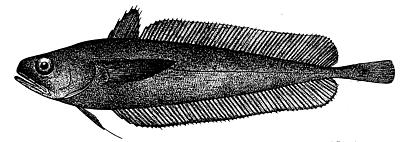
Gadella maraldi

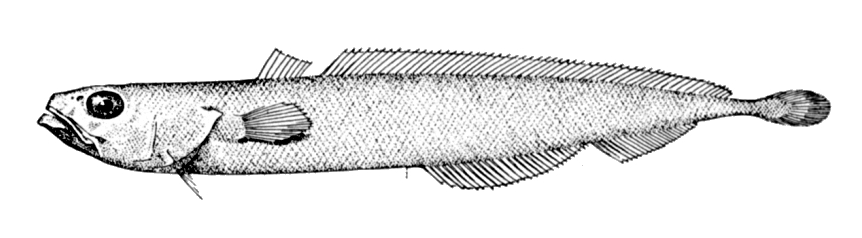
Halargyreus johnsonii

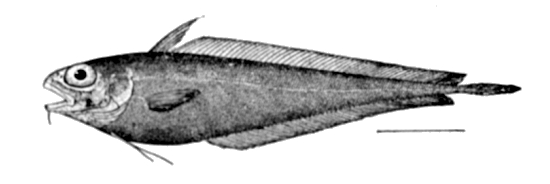
Laemonema barbatulum

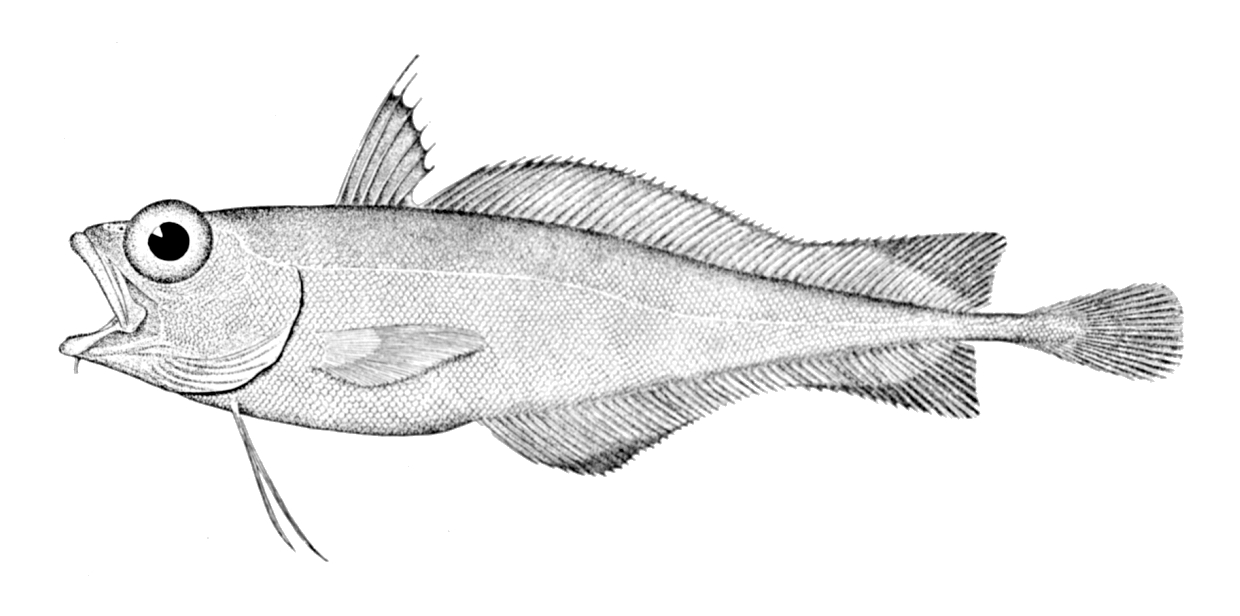
Laemonema melanurum

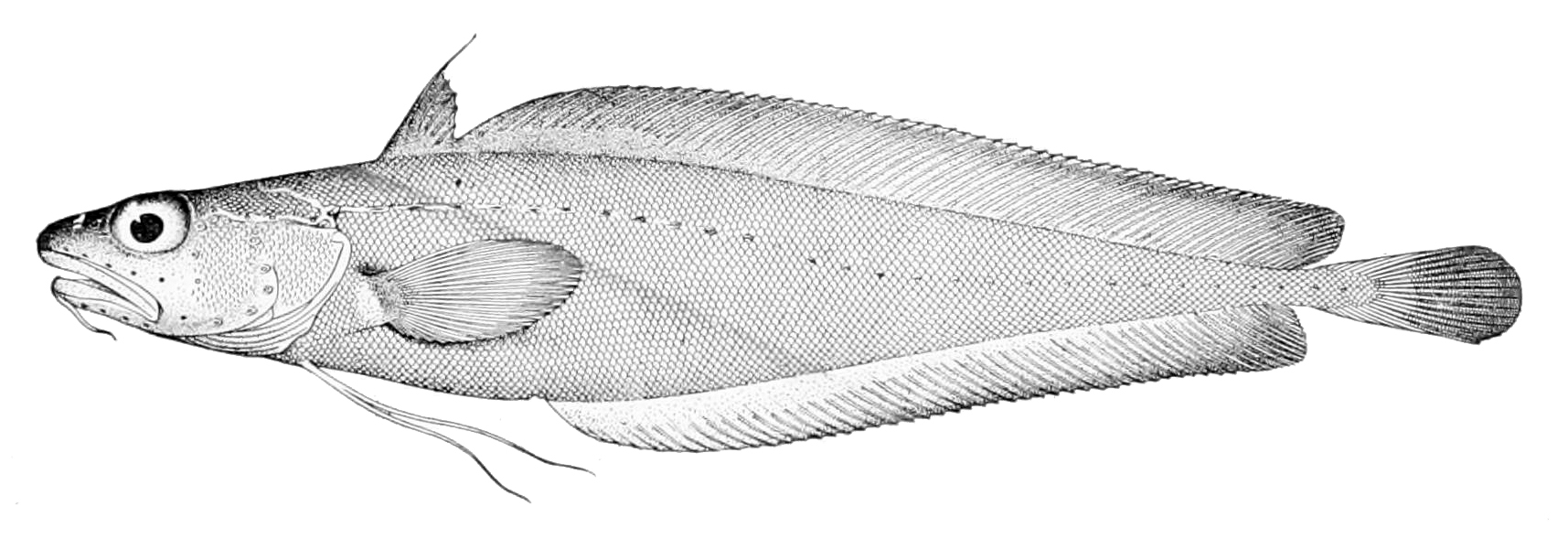
Laemonema rhodochir

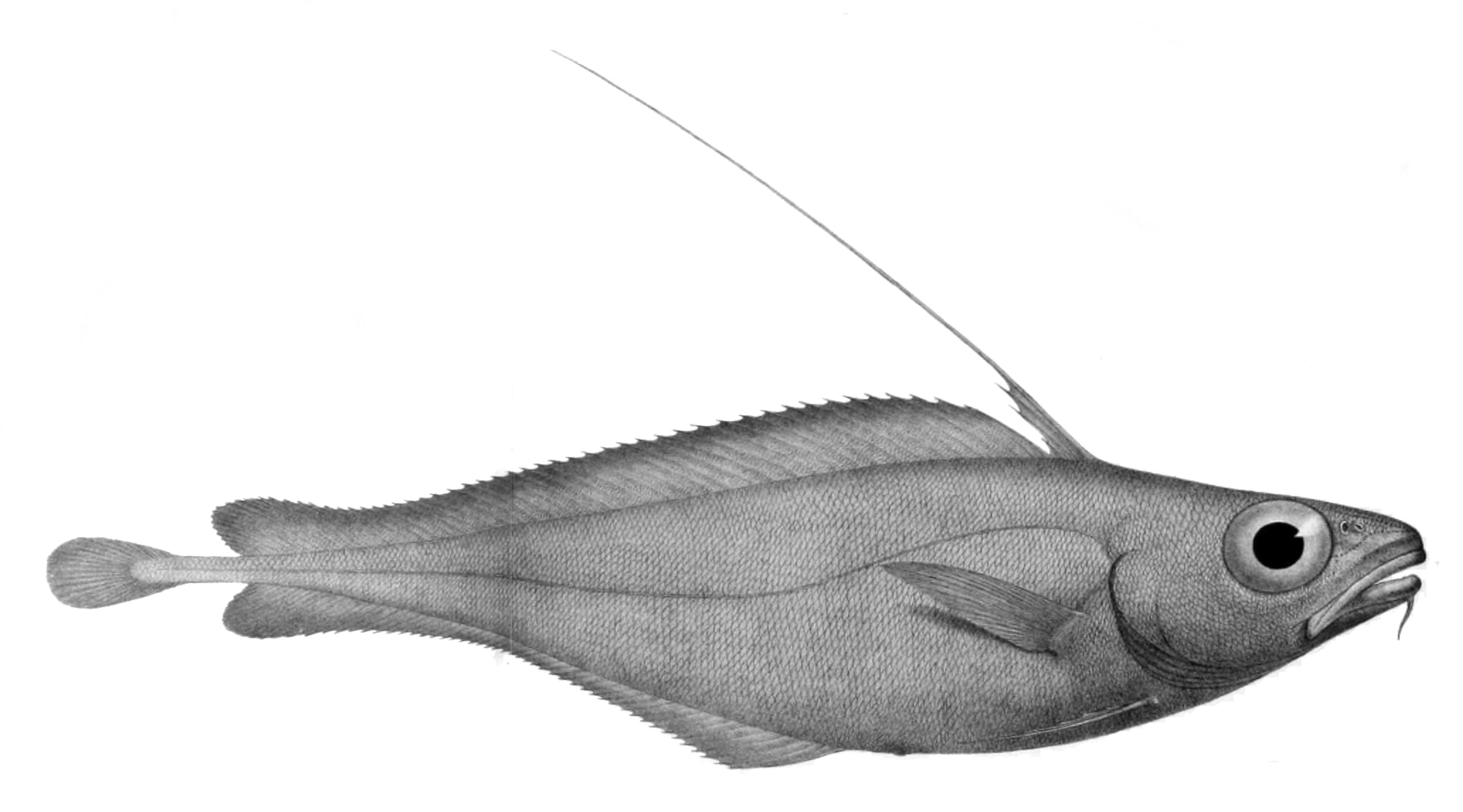
Lepidion eques

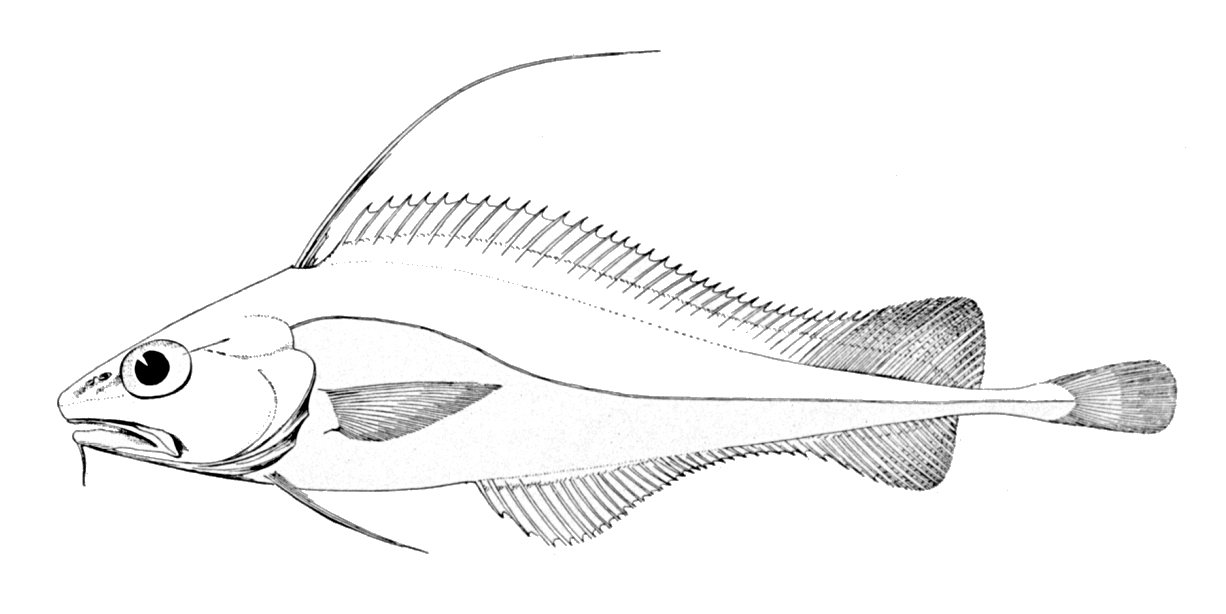
Lepidion lepidion

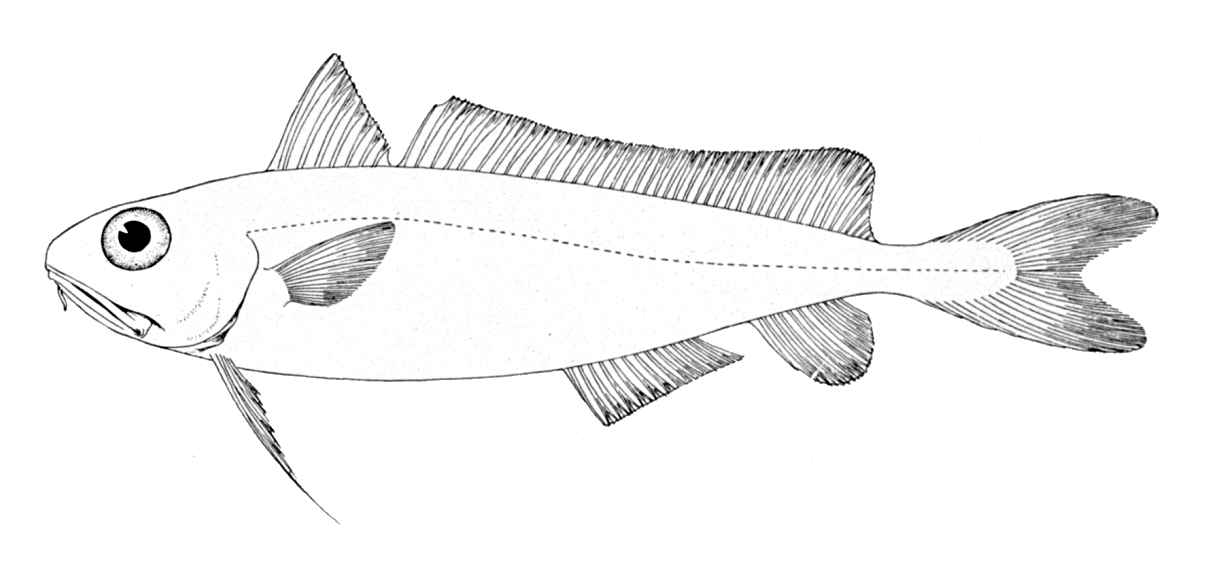
Mora moro

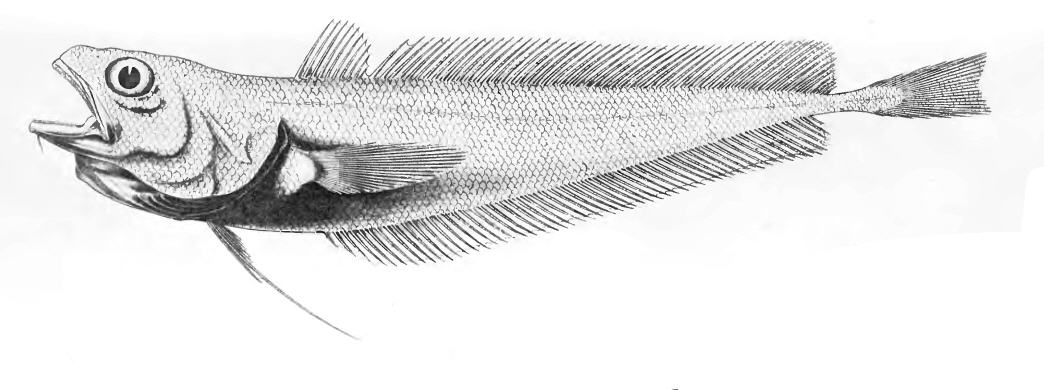
Physiculus argyropastus

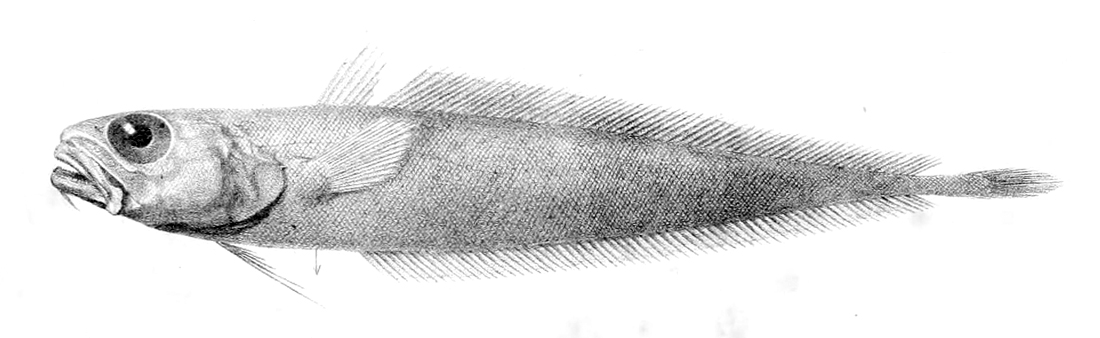
Physiculus dalwigki

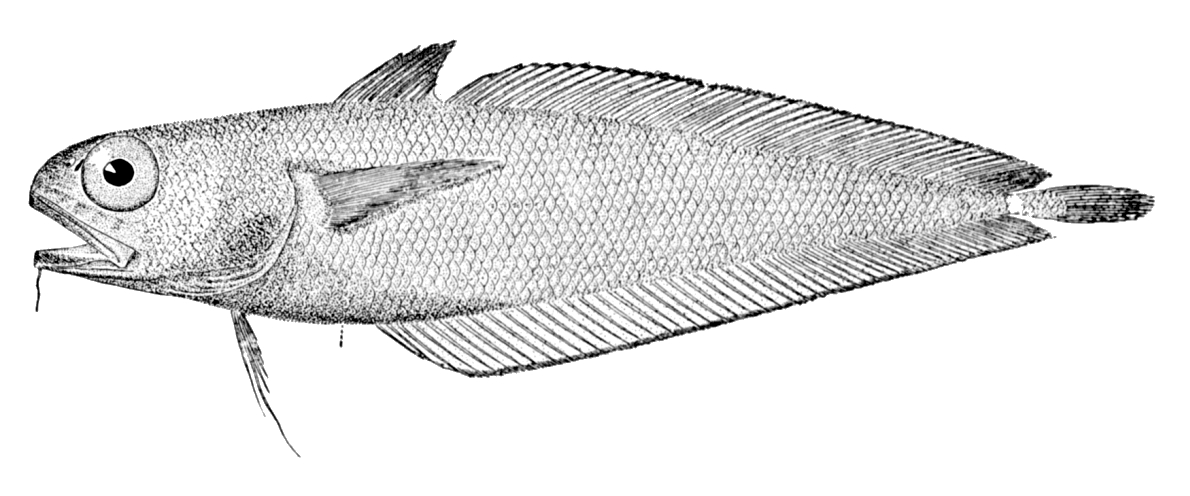
Physiculus fulvus

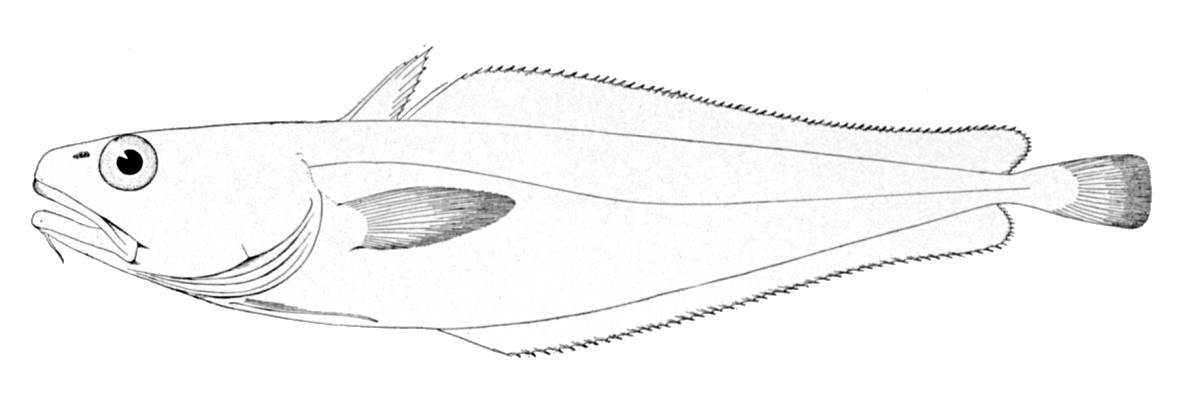
Physiculus kaupi

  - Antimora rostrata (Günther, 1878).
- Auchenoceros
  - Auchenoceros punctatus (Hutton, 1873).
- Eeyorius
  - Eeyorius hutchinsi Paulin, 1986.
- Eretmophorus
  - Eretmophorus kleinenbergi Giglioli, 1889.
- Gadella
  - Gadella brocca Paulin & Roberts, 1997.
  - Gadella dancoheni Sazonov & Shcherbachev, 2000.
  - Gadella edelmanni (Brauer, 1906).
  - Gadella filifer (Garman, 1899).
  - Gadella imberbis (Vaillant, 1888).
  - Gadella jordani (Böhlke & Mead, 1951).
  - Gadella macrura Sazonov & Shcherbachev, 2000.
  - Gadella maraldi (Risso, 1810).
  - Gadella molokaiensis Paulin, 1989.
  - Gadella norops Paulin, 1987.
  - Gadella obscurus (Parin, 1984).
  - Gadella svetovidovi Trunov, 1992.
  - Gadella thysthlon Long & McCosker, 1998.
- Guttigadus
  - Guttigadus globiceps (Gilchrist, 1906).
  - Guttigadus globosus (Paulin, 1986).
  - Guttigadus kongi (Markle & Meléndez C., 1988).
  - Guttigadus latifrons (Holt & Byrne, 1908).
  - Guttigadus nudicephalus (Trunov, 1990).
  - Guttigadus nudirostre (Trunov, 1990).
  - Guttigadus squamirostre (Trunov, 1990).
- Halargyreus
  - Halargyreus johnsonii Günther, 1862.
- Laemonema
  - Laemonema barbatulum Goode & Bean, 1883.
  - Laemonema compressicauda (Gilchrist, 1903).
  - Laemonema filodorsale Okamura, 1982.
  - Laemonema goodebeanorum Meléndez C. & Markle, 1997.
  - Laemonema gracillipes Garman, 1899.
  - Laemonema laureysi Poll, 1953.
  - Laemonema longipes Schmidt, 1938.
  - Laemonema macronema Meléndez C. & Markle, 1997.
  - Laemonema melanurum Goode & Bean, 1896.
  - Laemonema modestum (Franz, 1910).
  - Laemonema nana Taki, 1953.
  - Laemonema palauense Okamura, 1982.
  - Laemonema rhodochir Gilbert, 1905.
  - Laemonema robustum Johnson, 1862.
  - Laemonema verecundum (Jordan & Cramer, 1897).
  - Laemonema yarrellii (Lowe, 1838).
  - Laemonema yuvto Parin & Sazonov, 1990.
- Lepidion
  - Lepidion capensis Gilchrist, 1922.
  - Lepidion ensiferus (Günther, 1887).
  - Lepidion eques (Günther, 1887).
  - Lepidion guentheri (Giglioli, 1880).
  - Lepidion inosimae (Günther, 1887).
  - Lepidion lepidion (Risso, 1810).
  - Lepidion microcephalus Cowper, 1956.
  - Lepidion natalensis Gilchrist, 1922.
  - Lepidion schmidti Svetovidov, 1936.
- Lotella
  - Lotella fernandeziana Rendahl, 1921.
  - Lotella fuliginosa Günther, 1862.
  - Lotella phycis (Temminck & Schlegel, 1846).
  - Lotella rhacina (Forster, 1801).
  - Lotella schuettei Steindachner, 1866.
  - Lotella tosaensis (Kamohara, 1936).
- Mora
  - Mora moro (Risso, 1810).
- Notophycis
  - Notophycis fitchi Sazonov, 2001.
  - Notophycis marginata (Günther, 1878).
- Physiculus
  - Physiculus andriashevi Shcherbachev, 1993.
  - Physiculus argyropastus Alcock, 1894.
  - Physiculus beckeri Shcherbachev, 1993.
  - Physiculus bertelseni Shcherbachev, 1993.
  - Physiculus caboverdensis Gonzáles et al., 2018.
  - Physiculus capensis (Gilchrist, 1922).
  - Physiculus chigodarana Paulin, 1989.
  - Physiculus coheni Paulin, 1989.
  - Physiculus cyanostrophus Anderson & Tweddle, 2002.
  - Physiculus cynodon Sazonov, 1987.
  - Physiculus dalwigki Kaup, 1858.
  - Physiculus fedorovi Shcherbachev, 1993.
  - Physiculus fulvus Bean, 1884.
  - Physiculus grinnelli Jordan & Jordan, 1922.
  - Physiculus helenaensis Paulin, 1989.
  - Physiculus hexacytus Parin, 1984.
  - Physiculus huloti Poll, 1953.
  - Physiculus japonicus Hilgendorf, 1879.
  - Physiculus karrerae Paulin, 1989.
  - Physiculus kaupi Poey, 1865.
  - Physiculus longicavis Parin, 1984.
  - Physiculus longifilis Weber, 1913.
  - Physiculus luminosus Paulin, 1983.
  - Physiculus marisrubri Brüss, 1986.
  - Physiculus maslowskii Trunov, 1991.
  - Physiculus microbarbata Paulin & Matallanas, 1990.
  - Physiculus natalensis (Gilchrist, 1922).
  - Physiculus nematopus Gilbert, 1890.
  - Physiculus nielseni Shcherbachev, 1993.
  - Physiculus nigripinnis Okamura, 1982.
  - Physiculus nigriscens Smith & Radcliffe, 1912.
  - Physiculus normani Brüss, 1986.
  - Physiculus parini Paulin, 1991.
  - Physiculus peregrinus (Günther, 1872).
  - Physiculus rastrelliger Gilbert, 1890.
  - Physiculus rhodopinnis Okamura, 1982.
  - Physiculus roseus Alcock, 1891.
  - Physiculus sazonovi Paulin, 1991.
  - Physiculus sterops Paulin, 1989.
  - Physiculus talarae Hildebrand & Barton, 1949.
  - Physiculus therosideros Paulin, 1987.
  - Physiculus yoshidae Okamura, 1982.
- PseudophycisPseudophycis barbata

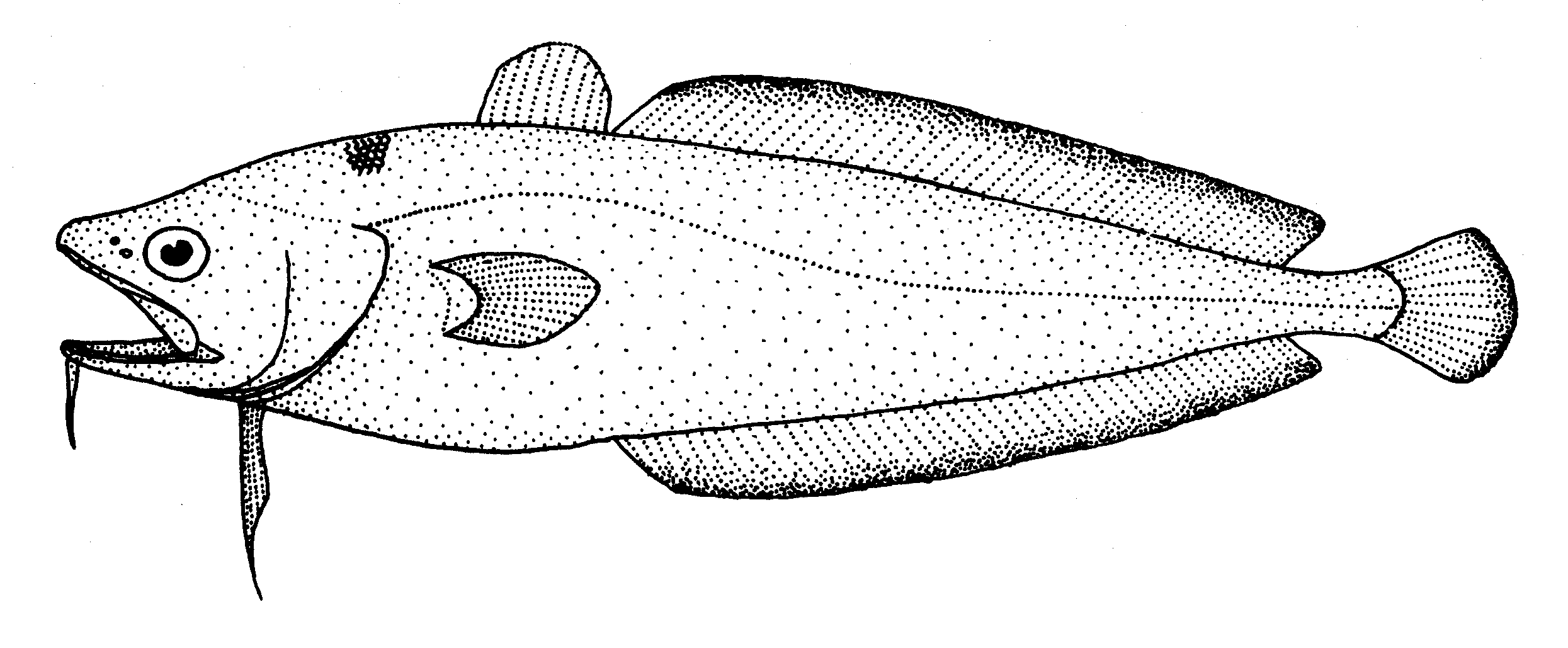
Pseudophycis barbata

  - Pseudophycis bachus (Forster, 1801).
  - Pseudophycis barbata Günther, 1863.
  - Pseudophycis breviuscula (Richardson, 1846).
- Rhynchogadus
  - Rhynchogadus hepaticus (Facciolà, 1884).
- SalilotaSalilota australis

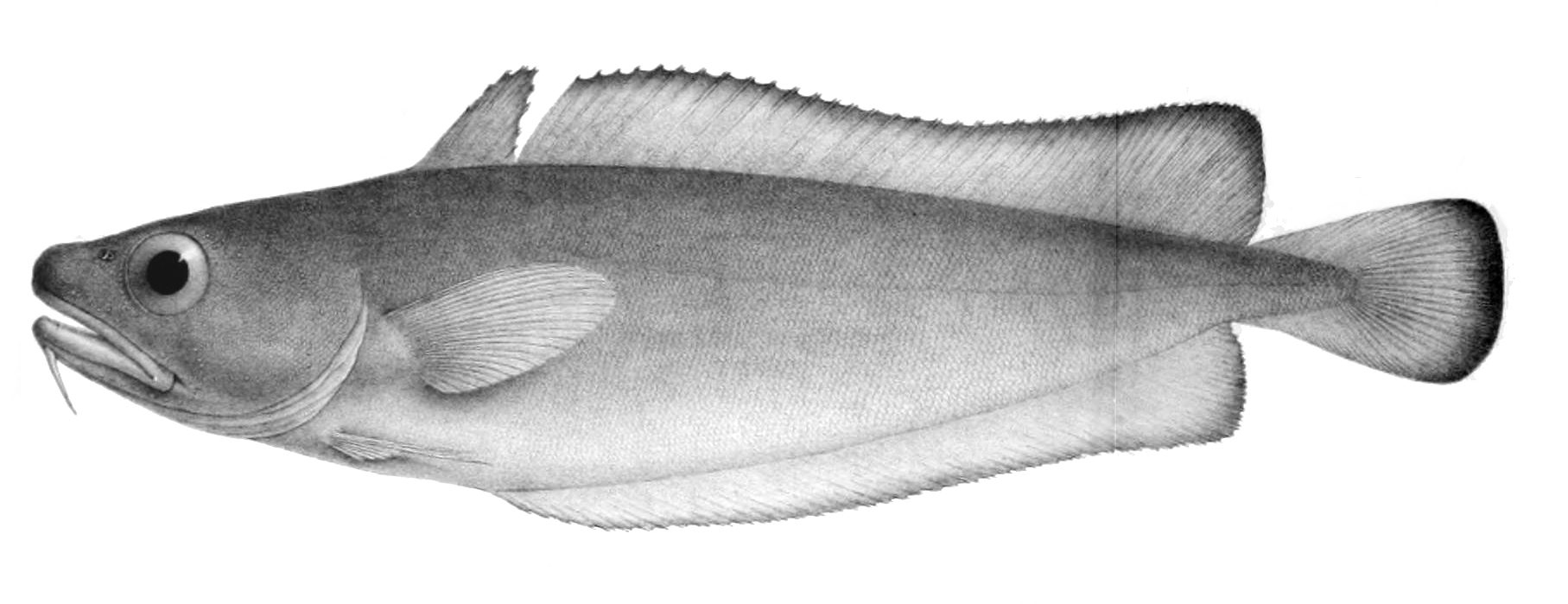
Salilota australis

  - Salilota australis (Barnard, 1925).
- Svetovidovia
  - Svetovidovia lucullus (Jensen, 1953).

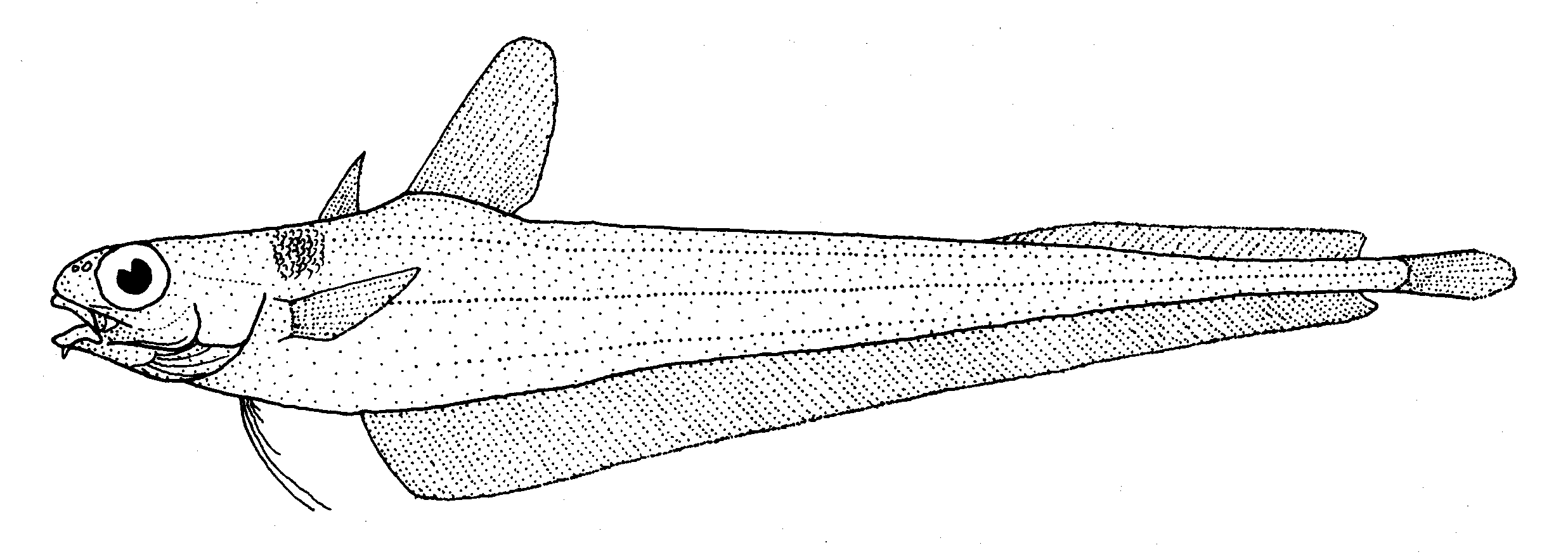
Tripterophycis gilchristi

- TripterophycisTripterophycis gilchristi
  - Tripterophycis gilchristi Boulenger, 1902.
  - Tripterophycis svetovidovi (Trunov, 1992).